# 둥하이 항공
둥하이 항공(중국어 간체자: 东海航空, 정체자: 東海航空, 영어: Donghai Airlines)은 중화인민공화국의 항공사로 허브 공항은 선전 바오안 국제공항을 사용하고 있다.

## 역사
2002년 11월이 항공사의 전신인 주하이 항공 유한 공사가 설립된다. 설립시 주하이 국제공항에 본사를 두고 있었다. 2004년 6월 본사를 선전 바오안 국제공항으로 이전하고 명칭도 현재의 사명으로 변경했다. 2006년 8월에 보잉 737-300F로 운항하기 시작했다.

## 보유 기종
- 2019년 9월 기준으로 둥하이 항공은 다음과 같은 기종을 보유하고 있다.